# Anfang eines Romans
Anfang eines Romans (tschechisch: Počátek románu, JW 1/3) ist eine Oper in einem Akt und drei Bildern von Leoš Janáček mit einem Libretto von Jaroslav Tichý nach einer Kurzgeschichte von Gabriela Preissová, die von einem Gemälde von Jaroslav Věšín inspiriert ist. Komponiert im Jahre 1891, wurde sie am 10. Oktober 1894 im Nationaltheater Brünn uraufgeführt. Die Musik verwendet populäre Lieder und Tänze im Geiste einer leichten Volkskomödie.

## Handlung
Die hübsche Dorfbewohnerin Poluška verliebt sich in Baron Adolf, obwohl sie ein Pfand ihrer Liebe Tonek übergeben hat, einem jungen Mann aus dem gleichen sozialen Umfeld. Tonek ist deprimiert, der Wildhüter überrascht die beiden verschlungenen Liebenden und warnt die Eltern des Mädchens. Deren Vater ist beleidigt, als seine entzückte Mutter ein Treffen mit dem Vater von Baron Adolf organisiert, um die Hochzeit zu arrangieren, aber es kommt etwas zwischen die beiden Familien sehr unterschiedlicher sozialer Stellung, so dass Poluška zum treuen Tonek zurückkehrt, während der Baron mit einer Gräfin sein Glück findet.

## Orchester
Die Orchesterbesetzung der Oper enthält die folgenden Instrumente:
- Holzbläser: zwei Flöten, zwei Oboen, Englischhorn, zwei Klarinetten, Bassklarinette, zwei Fagotte
- Blechbläser: drei Hörner, zwei Trompeten, drei Posaunen, Tuba
- Pauken, Schlagzeug: Glockenspiel, Triangel
- Harfe
- Streicher

## Aufnahme
Multisonic (1976): Jaroslava Janská (Poluška), Anna Barová (Jurásková), Jindra Pokorná (Countess Irma), Vladimír Krejčík (Toney), Vilém Přibyl (Baron Adolf), František Caban (Mudroch), Jan Hladík (Jurásek), Richard Novák (Count Halužanský), Orchester und Chor des Janáček-Theaters Brno unter František Jílek